# Mierzęcice (przystanek kolejowy)
Mierzęcice – przystanek osobowy na linii kolejowej nr 182 w Mierzęcicach, w województwie śląskim.
10 grudnia 2023 przystanek został otwarty wraz z uruchomieniem połączeń S9 Częstochowa – Tarnowskie Góry Kolei Śląskich. Obiekt powstał w ramach projektu „Rewitalizacja i odbudowa częściowo nieczynnej linii kolejowej nr 182 Tarnowskie Góry – Zawiercie”. 